# Anastasija Daszkiewicz
Anastasija Uładzimirauna Daszkiewicz z domu Pałażanka (biał. Анастасія Ўладзіміраўна Дашкевіч z d. Палажанка, ros. Анастасия Владимировна Дашкевич z d. Полаженко, Anastasija Władimirowna Daszkiewicz z d. Połażenko; ur. 2 sierpnia 1990 w Mińsku) – białoruska działaczka młodzieżowa, zastępczyni przewodniczącego organizacji Młody Front.

## Życiorys
Od 1997 do pierwszej połowy 2008 uczennica Szkoły nr 73 z rozszerzonym nauczaniem języka niemieckiego. W drugiej połowie 2008 przeniosła się do Szkoły nr 37 o profilu plastycznym. Od 2008 jest studentką Wydziału Filozofii i Nauk Politycznych Europejskiego Uniwersytetu Humanistycznego w Wilnie.
Od 2004 współpracownik młodzieżowego ruchu Młody Front. W 2007 skazana z artykułu 193.1 Kodeksu Karnego za działalność w imieniu niezarejestrowanej organizacji. Sąd wydał ostrzeżenie. Uczestniczka licznych akcji i kampanii Młodego Frontu, dziesiątki razy zatrzymywana. 7 listopada 2008 aresztowana na 3 doby za udział w antykomunistycznej pikiecie przy Komitetu Bezpieczeństwa Państwowego. W czasie VI sejmiku Młodego Frontu 9 marca 2008 wybrana zastępcą przewodniczącego tej organizacji.
W nocy z 19 na 20 grudnia 2010, w czasie fali aresztowań działaczy opozycji po wyborach prezydenckich, Anastasija Pałażanka została aresztowana w swoim mieszkaniu. Prawie dwa miesiące przebywała w izolatce śledczej Komitetu Bezpieczeństwa Państwowego. Oskarżono ją z artykułu 293 Kodeksu Karnego: Masowe niepokoje. 17 lutego 2011 została zwolniona z aresztu, po podpisaniu zobowiązania do nieopuszczania terytorium Białorusi. 30 marca kwalifikację czynu zmieniono na określony w art. 342 ust. 1 Kodeksu Karnego: organizacja zbiorowych działań, poważnie naruszających porządek publiczny. 20 maja 2011 została skazana przez sąd rejonu frunzeńskiego Mińska na rok pozbawienia wolności w zawieszeniu.
W styczniu 2014 zrezygnowała z działalności w Młodym Froncie i rozpoczęła działalność w ruchu Uładzimira Niaklajewa „Mów Prawdę”, gdzie ma zajmować się projektami kulturalnymi i medialnymi.
W lipcu 2022 roku Anastasija i Zmicer Daszkiewicz zostali skazani za udział w protestach w 2020 roku.

## Życie prywatne
26 grudnia 2012 w więzieniu w Grodnie wzięła ślub cywilny z osadzonym tam Dzmitryjem Daszkiewiczem.

## Nagrody
8 marca 2011, jako pierwsza Białorusinka, otrzymała Międzynarodową Nagrodę dla Kobiet za Odwagę, przyznawaną corocznie przez Departament Stanu USA. Nie mogła odebrać jej osobiście.